# 西近江路
西近江路（にしおうみじ）は、近江国（滋賀県）から越前国へ通じる街道で、古代・中世の北陸道。北国街道、北国海道、北国脇往還、北国往還、北国脇道とも。1887年（明治20年）に西近江路として県道となりこの名称が定着した。古より都と北陸を結ぶ道として人の往来が多いだけでなく、壬申の乱、藤原仲麻呂の乱、治承・寿永の乱（源平合戦）、織田信長の朝倉攻め（一乗谷城の戦い・金ヶ崎の戦い・小谷城の戦い）などでは大軍が移動している。また、平安時代の遣渤海使もこの道を通るなど、交流の道でもあった。

## 経路
- （古代）

小関越え → 穴多（太）駅（大津市穴太） → 和邇駅（大津市和邇中浜） → 三尾駅（高島市安曇川町三尾） → 鞆結駅（高島市マキノ町小荒路・海津・浦・石庭） → 愛発関（敦賀市疋田か） → 
- （近世）

大津宿・札の辻（大津市札の辻） → 衣川宿（大津市衣川） → 和邇宿（大津市和邇中） → 木戸宿（大津市木戸） → 北小松宿（大津市北小松） → 河原市宿（高島市新旭町安井川） → 今津宿（高島市今津町今津） → 海津宿（高島市マキノ町海津） → 敦賀宿（敦賀市元町）
海津から敦賀までの区間は七里半越（七里半街道）と呼ばれ、この区間を指して西近江路と呼ぶ場合もある。

## 周辺の文化財
- 琵琶湖疏水（近代化産業遺産）
- 園城寺「三井晩鐘」
  - （国宝）金堂・新羅善神堂・光浄院客殿・勧学院客殿・絹本著色不動明王像（黄不動）・新羅明神坐像・智証大師坐像（御骨大師）・智証大師坐像（中尊大師）・五部心観・智証大師関係文書典籍
  - （重要文化財）鐘楼・唐院大師堂・唐院灌頂堂・三重塔・毘沙門堂、他仏像、絵画、工芸、文書など多数
  - （名勝・史跡）　光浄院庭園
- 近江大津宮錦織遺跡（国の史跡）
- 唐崎神社（県指定史跡）「唐崎夜雨」
- 坂本城跡
- 聖衆来迎寺
  - （国宝）絹本著色六道絵（15幅）
  - （重要文化財）客殿、他仏像5件、絵画5件など多数。
  - （県指定名勝）庭園
- 衣川廃寺跡（国の史跡）
- 満月寺・浮御堂「堅田落雁」
  - 聖観音坐像（重要文化財）
- 小野神社　小野道風神社本殿・小野篁神社本殿（重要文化財）
- 天皇神社・本殿（重要文化財）
- 比良山系「比良暮雪」
- 白鬚神社・本殿（重要文化財）
- 鵜川四十八体石仏群
- 大溝陣屋跡
- 鴨稲荷山古墳（県指定史跡）
- 大國主神社
- 今津のヴォーリズ建築群（旧百三十三銀行今津支店・今津教会会堂・旧今津郵便局）
- 高島市海津・西浜・知内の水辺景観（重要文化的景観）

## 参考資料
- 竹林, 征三『湖国「水の道」 — 近江—水の散歩道』サンライズ出版、1999年5月25日。ISBN 4-88325-060-1。
- 「西近江路」『ブリタニカ国際大百科事典 小項目事典』、ブリタニカ・ジャパン、2014年（『コトバンク』、VOYAGE MARKETING）。2021年12月16日閲覧。
- 「七里半越」『世界大百科事典』第2版、平凡社（『コトバンク』、VOYAGE MARKETING）。2021年12月16日閲覧。
- 「七里半越」『百科事典マイペディア』、平凡社（『コトバンク』、VOYAGE MARKETING）。2021年12月16日閲覧。

## 現在のルート
- 国道161号
- 滋賀県道313号仰木本堅田線
- 滋賀県道558号高島大津線
- 滋賀県道335号今津マキノ線
- 滋賀県道287号小荒路牧野沢線